# Scheloribates sergienkoae
Scheloribates sergienkoae är en kvalsterart som beskrevs av Subbotina 1987. Scheloribates sergienkoae ingår i släktet Scheloribates och familjen Scheloribatidae. Inga underarter finns listade i Catalogue of Life.